# 格拉茨市政厅

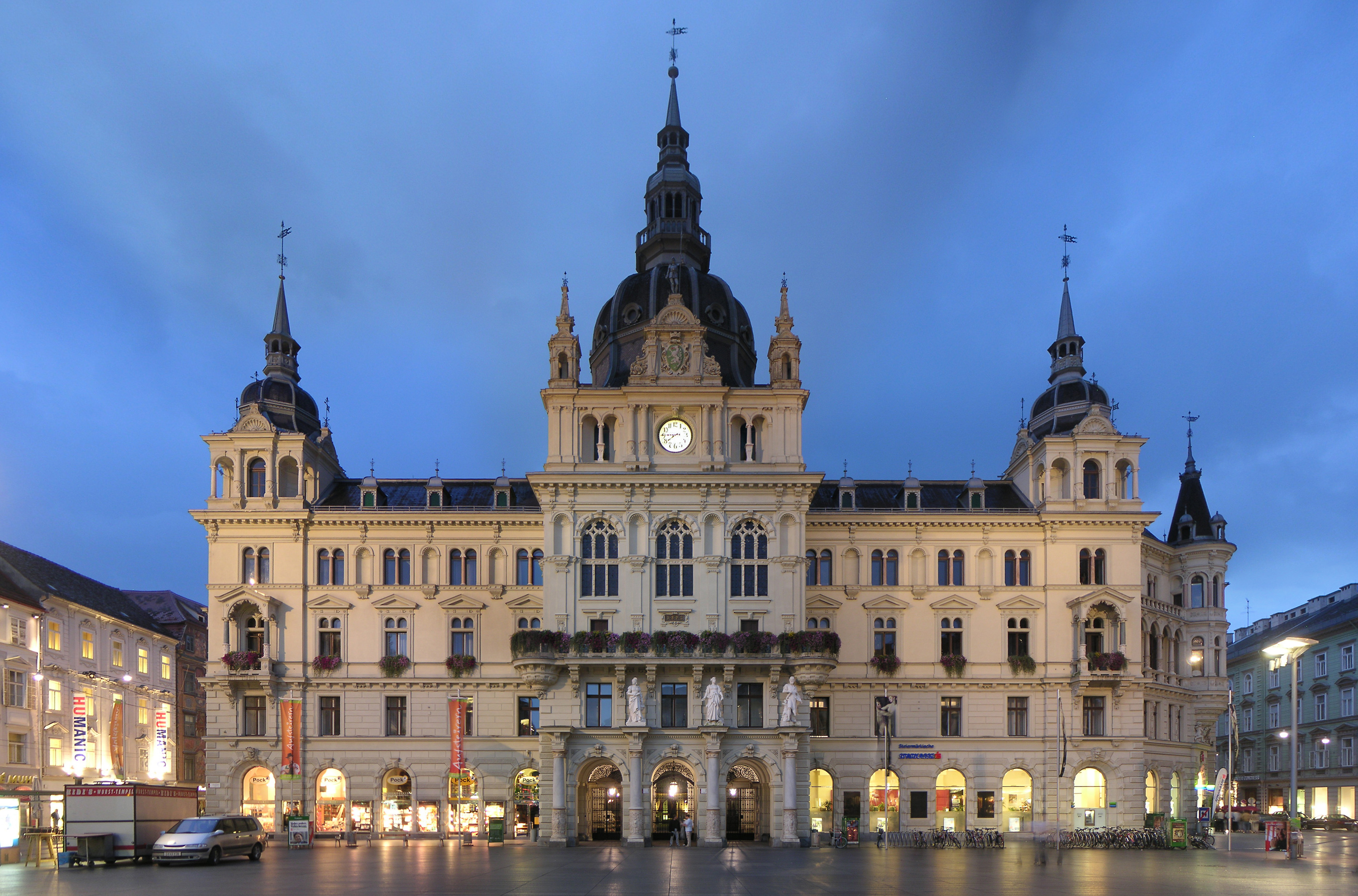
格拉茨市政厅

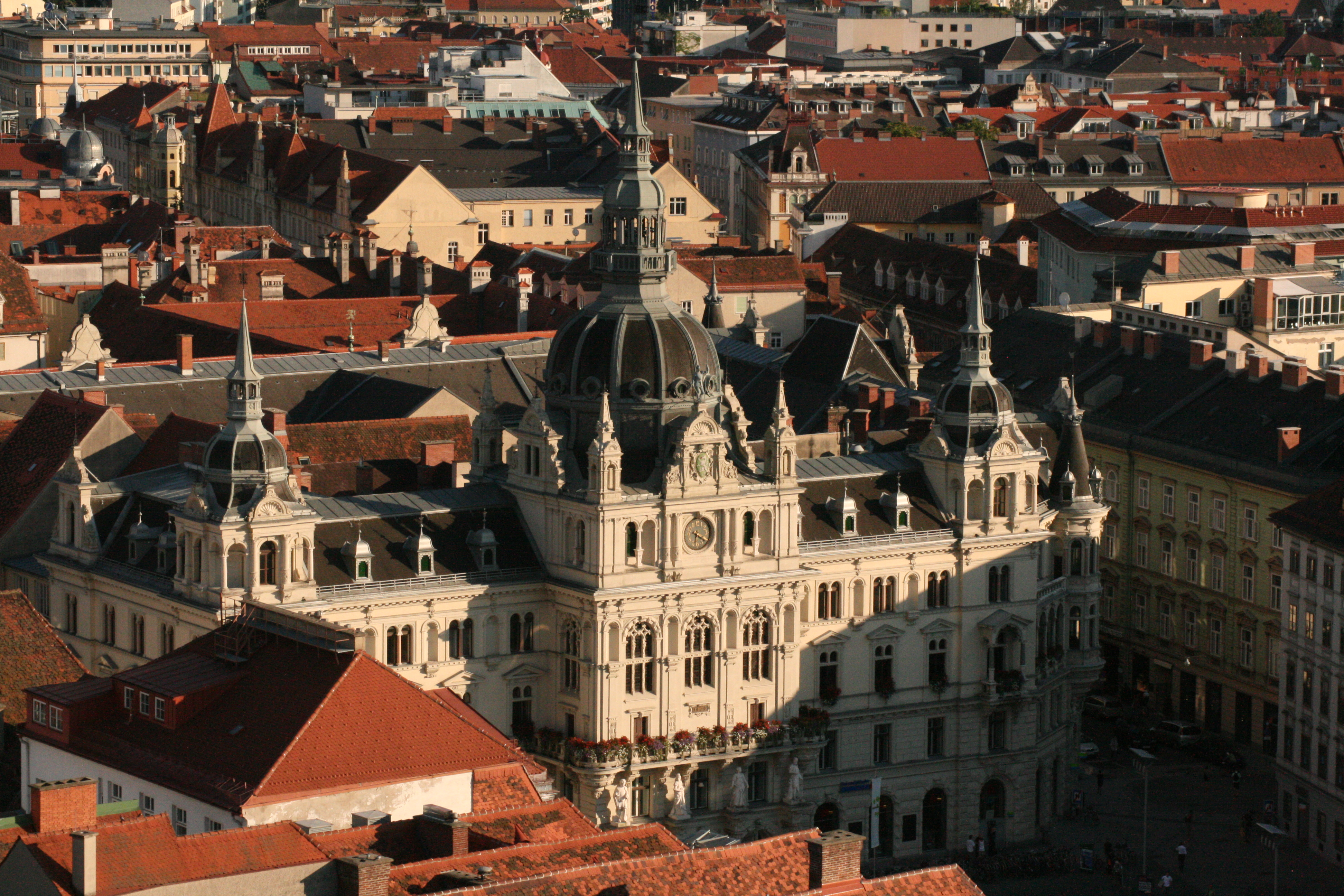
从城堡山看格拉茨市政厅

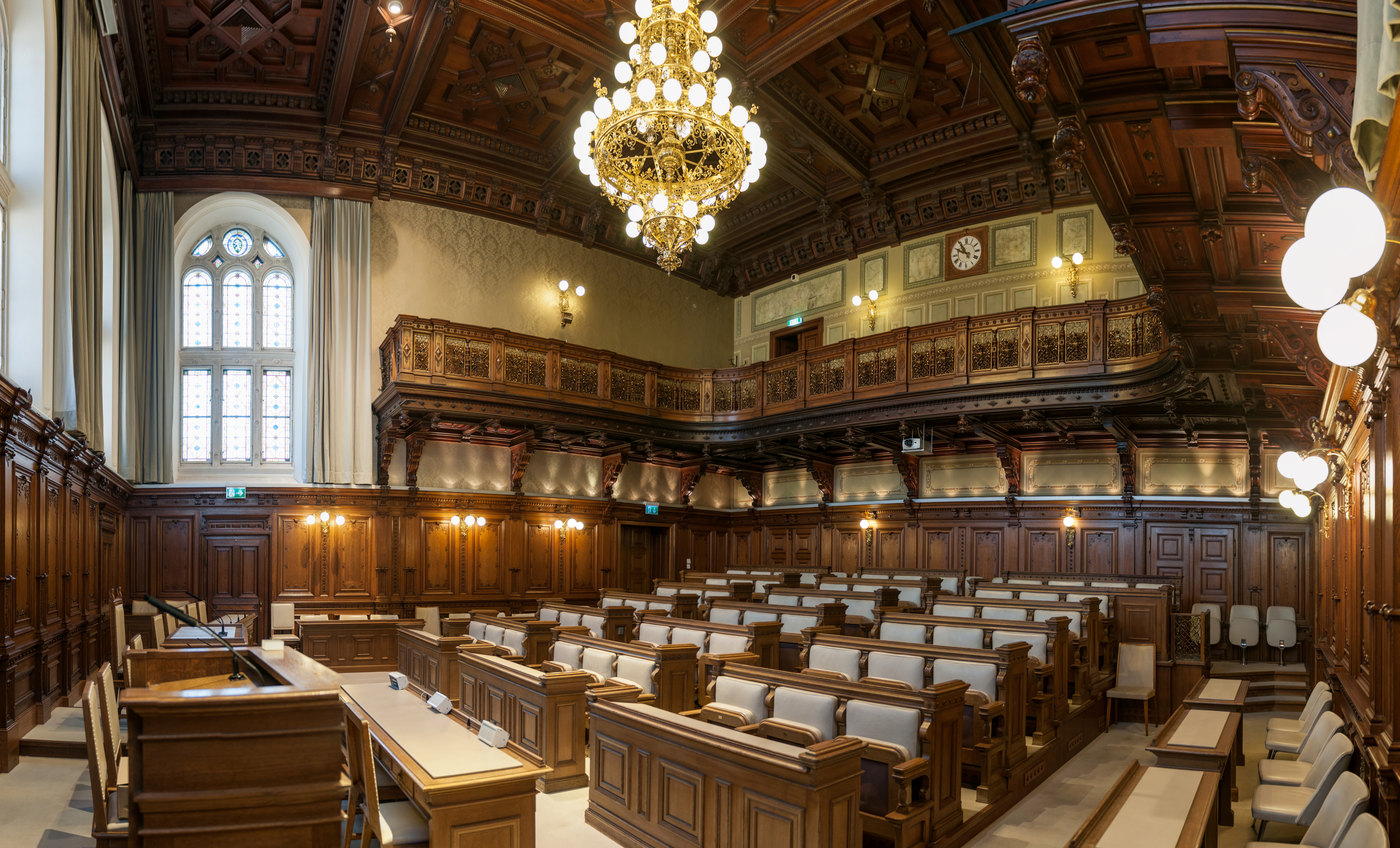

格拉茨市政厅（德語：Grazer Rathaus）是奥地利格拉茨市长、市议会驻地，以及一部分政府所在地。 
格拉茨的第一座市政厅于1450年建于犹太区，这座建筑称为老公司（Alte Kanzlei），很快便觉得太小，因此于1550年在现址上建成文艺复兴风格的新市政厅，面临主广场。这座建筑非常简单，只在角落有一些装饰。当时的警察总署和监狱设在三楼。
1803年，该建筑被拆除，新建一座古典主义建筑，建于1805年和1807年之间，由克里斯托夫·施塔德勒设计。工程造价15万古爾登，出自进口葡萄酒税。
1867年，市政厅开始扩建，1887年按照建筑师亚历山大·威勒曼斯和西奥多·路特的规划，开工建设，但是保留了旧建筑的部分。为了扩建，购买了毗邻的建筑物，但由于州政厅街（Landhausgasse）6号和8号的业主反对拆迁，该计划没有得到完全实施。